# Dido... menica
Dido...menica è stato un programma televisivo comico di Italia 1 andato in onda dal 1º novembre 1992 al 3 gennaio 1993. Costituiva un seguito de Il gioco dei 9, di cui si proponeva d'essere una versione comica grazie all'apporto di Zuzzurro, Gaspare e Pistarino, già tra i principali autori di Emilio e membri del cast di Drive In (di cui aveva fatto parte anche Vito). Ospiti fissi della trasmissione Sonia Grey, Wendy Windham e le ballerine Patrizia Sala e Jill Cooper.
Fra le prime trasmissioni delle reti Fininvest in diretta, ma lontana dagli esiti dei suddetti e più fortunati predecessori, Dido...menica non ha riscosso il successo sperato, durando appena 10 puntate.
Anche il collegamento col sindaco del paesino immaginario di Roccatronca (o Rocca Tronca), impersonato da Pistarino, è una rubrica già presente in Emilio '90, con la differenza che, nella trasmissione precedente, il paese amministrato non era fittizio ma reale, trattandosi di Montezemolo, che richiamava palesemente Luca Cordero di Montezemolo, direttore generale del comitato organizzatore del campionato mondiale di calcio Italia '90.

## La sigla
La sigla di apertura del programma, intitolata Pegaito, non era inedita: riprendeva un tema che era già servito da colonna sonora in Emilio '90 per i servizi di Pistarino da Santo Domingo. Per l'occasione, era stata aggiunta una linea vocale cantata da un coro e, per brevi incisi, da Gaspare, con alcuni interventi recitati da Zuzzurro.